# Hardricourt
Hardricourt település Franciaországban, Yvelines megyében. Lakosainak száma 2498 fő (2022. január 1.). Hardricourt Gaillon-sur-Montcient, Meulan-en-Yvelines, Mézy-sur-Seine és Seraincourt községekkel határos.

## Népesség
A település népességének változása:
| Lakosok száma | 2064 | 2124 | 2241 | 2289 | 2392 | 2495 | 2488 | 2480 | 2498 |
|               | 2013 | 2015 | 2016 | 2017 | 2018 | 2019 | 2020 | 2021 | 2022 |